# Isolde Sternitzky
Isolde Sternitzky (* 8. Juni 1938; † 16. Februar 2019) war eine deutsche Heimatforscherin und Autorin, die sich der Erforschung, Bewahrung und Erneuerung der im Vogtland getragenen Tracht gewidmet hatte.

## Leben
Sternitzky war im VEB Plauener Damenkonfektion in Plauen als Schneidermeisterin tätig. 1993/94 begann sie ihre Forschungen zu vogtländischen Trachten in der Gesellschaft für Arbeitsförderung, Beschäftigung und Strukturentwicklung (ABS Textil GmbH Plauen). Daneben war sie Mitbegründerin und von 1998 bis 2016 stellvertretende Vorsitzende des 1. Trachtenvereins Vogtland e.V. Im April 2014 veröffentlichte sie – unter fachlicher Beratung und Begleitung durch den Volkskundler Manfred Seifert vom Institut für Sächsische Geschichte und Volkskunde – über den Dresdner Thelem Universitätsverlag ihr Werk Tracht und Kleidung im Vogtland: Aus Truhen und alten Schriften vorwiegend des 19. Jahrhunderts und wurde dafür mit dem 2. Platz des Sächsischen Landespreises für Heimatforschung geehrt. Sternitzky starb am 16. Februar 2019 im Alter von 80 Jahren.

## Werke
- 1999: Vogtländische Tracht gestern und heute
- 2012: Begriffssammlung für Bekleidung und Tracht
- 2014: Tracht und Kleidung im Vogtland: Aus Truhen und alten Schriften vorwiegend des 19. Jahrhunderts

## Auszeichnungen
- 2014: Sächsischer Landespreis für Heimatforschung (Platz 2)[2]